# Josephine Wright
Josephine Rosa Beatrice Wright (* 5. September 1942 in Detroit, Michigan) ist eine US-amerikanische Musikwissenschaftlerin und Hochschullehrerin, die durch ihre Forschungen auf den Gebieten African American Studies und Frauen in der Musik bekannt wurde.

## Leben
Wright studierte an der University of Missouri sowie an der Akademie Pius XII. in der Villa Schifanoia in Florenz und wurde an der New York University in historischer Musikwissenschaft promoviert. Nach Eileen Southern (1920–2002), ihrer Mentorin und Mitarbeiterin, war sie die zweite Afroamerikanerin, die einen Doktortitel in Musik erlangte.
Anschließend war sie von 1976 bis 1981 Assistenzprofessorin am Department für Afro-American Studies der Harvard University. 1981 reichte sie bei der Equal Employment Opportunity Commission Klage gegen Harvard ein, in der sie der Institution Rassen- und Geschlechterdiskriminierung vorwarf.
Im selben Jahr wechselte sie an das College of Wooster in Ohio, wo sie zur Professorin für Musik ernannt wurde.
Wright war von 1994 bis 1997 Herausgeberin des Journal of the Society for American Music. 1997 wurde sie in die nationale künstlerische Leitung der American Classical Music Hall of Fame and Museum in Cincinnati berufen.

## Auszeichnungen
- 2015 verlieh ihr die Society for American Music den Lifetime Achievement Award.
- 2019 wurde sie zum Ehrenmitglied der American Musicological Society gewählt.

## Schriften (Auswahl)
- The secular cantatas of Francesco Mancini (1672–1736), Ann Arbor, Michigan 1976 (Diss., New York University 1975), OCLC 313760763
- George Polgreen Bridgetower: An African prodigy in England 1789–99, in: The Musical Quarterly, Vol. 66 (1), 1980, S. 65–82
- mit Eileen Southern, African-American Traditions in Song, Sermon, Tale, and Dance, 1600s–1920: An Annotated Bibliography of Literature, Collections, and Artworks, New York: Greenwood Press 1990; ISBN 0-313-24918-0
- mit Eileen Southern, Images: Iconography of Music in African-American culture (1770s–1920s), New York: Garland Pub. 2000; ISBN 0-8153-2875-3